# Wilfried Kanga
Aka Wilfried Julien Kanga (Montreuil, 21 februari 1998) is een Ivoriaans-Frans voetballer die in het seizoen 2023/24 door Hertha BSC wordt uitgeleend aan Standard Luik.

## Clubcarrière
Kanga genoot zijn jeugdopleiding bij FCM Garges-lès-Gonesse, FC Villepinte, Sevran FC en Paris Saint-Germain. In juli 2016 ondertekende hij zijn eerste profcontract bij Paris Saint-Germain, dat hem meteen een seizoen uitleende aan derdeklasser US Créteil-Lusitanos. Na afloop van die uitleenbeurt maakte Kanga op definitieve basis de overstap naar Angers SCO. Met deze club speelde hij 33 competitiewedstrijden in de Ligue 1, waarin hij tweemaal scoorde.
In september 2020 versierde Kanga een buitenlandse transfer naar de Turkse eersteklasser Kayserispor. Na amper één seizoen, waarin hij naast twee competitiegoals ook een bekergoal tegen Hekimoğlu Trabzon maakte, verhuisde hij naar de Zwitserse regerende landskampioen BSC Young Boys. Voor deze club scoorde hij in zijn debuutseizoen zestien keer: naast twaalf competitiedoelpunten was hij ook goed voor vier bekergoals. Kanga, die in de Champions League-groepsfase vijfmaal mocht invallen, was met zijn zestien goals de tweede beste doelpuntenmaker van Young Boys, na Jordan Siebatcheu.
In juli 2022 versierde hij een transfer naar de Duitse tweedeklasser Hertha BSC, die vijf miljoen euro neertelde voor de aanvaller. Kanga was er in zijn debuutseizoen goed voor slechts twee competitiegoals. In augustus 2023 leende Hertha BSC hem voor een seizoen uit aan zusterclub Standard Luik.

## Interlandcarrière
Kanga speelde in 2018 vier jeugdinterlands voor Frankrijk. Op 24 september 2022 maakte hij zijn interlanddebuut voor Ivoorkust, waarvoor hij in 2016 al een jeugdinterland had gespeeld.